# UAM-Azcapotzalco (métro de Mexico)
UAM-Azcapotzalco est une station de la ligne 6 du métro de Mexico, située au nord de Mexico, dans la délégation Azcapotzalco.

## La station
La station ouverte en 1983, tire son nom situé de la délégation dont elle est voisine du centre. Son emblème est une fourmi, car Azcapotzalco signifie fourmilières en nahuatl. Une des avenues menant à la station est le prolongement de l'avenue Azcapotzalco, qui traverse la place centrale de la délégation.

### Renommage
Le 23 avril 2014, l'Assemblée législative du District fédéral a demandé au Secrétaire des Transports et de la Voirie, Secrétaire aujourd'hui des Transports, et le directeur général du Sistema de Transporte Colectivo de renommer la station Azcapotzalco en UAM-Azcapotzalco, dans le cadre de la célébration du 40e anniversaire de la création de l'Université autonome métropolitaine, dont l'unité Azcapotzalco est voisine. Le changement de nom fut effectif le 21 mai 2015.